# Deutsche Cadre-71/2-Meisterschaft 1956/57

Veranstaltungsort: Essen

Die Deutsche Cadre-71/2-Meisterschaft 1956/57 ist eine Billard-Turnierserie und fand vom 15. bis zum 16. Februar 1957 in Essen zum zwölften Mal statt.

## Geschichte
Der Kölner Ernst Rudolph gewann in seiner alten Heimatstadt seinen zweiten Titel im Cadre 71/2. Da der Titelverteidiger Walter Lütgehetmann nicht am Turnier teilnehmen konnte, kamen bis auf Josef Bolz nur Nachwuchsspieler zum Einsatz. Der talentierte Freund und Schüler von Rudolph, Norbert Witte, gewann gleich bei seiner ersten Meisterschaft die Silbermedaille vor Routinier Bolz.

## Modus
Es wurde im Round-Robin-Modus bis 300 Punkte gespielt.
Die Endplatzierung ergab sich aus folgenden Kriterien:
1. Matchpunkte
2. Generaldurchschnitt (GD)
3. Bester Einzeldurchschnitt (BED)
4. Höchstserie (HS)

## Teilnehmer (alphabetisch)
1. Josef Bolz (Billardsportclub 1934 Köln-Nippes)
2. Joachim Eiter (Billardgesellschaft Münster 1914)
3. Ernst Rudolph (Kölner Billard-Club 1908)
4. Norbert Witte (Billardsportverein Essen)
5. Walter Zill (Billard-Sportverein Rot-Weiß Buer 1949)

### Abschlusstabelle
| Klassement                | Klassement    | Klassement | Klassement | Klassement | Klassement | Klassement | Klassement | Klassement |
| Platz                     | Name          | MP         | Pkte.      | Aufn.      | GD         | BED        | HS         |            |
| ------------------------- | ------------- | ---------- | ---------- | ---------- | ---------- | ---------- | ---------- | ---------- |
| 1                         | Ernst Rudolph | 8:0        | 1200       | 103        | 11,65      | 15,00      | 94         |            |
| 2                         | Norbert Witte | 6:2        | 1119       | 120        | 9,32       | 11,11      | 75         |            |
| 3                         | Josef Bolz    | 4:4        | 1090       | 156        | 6,98       | 7,69       | 36         |            |
| 4                         | Joachim Eiter | 2:6        | 807        | 141        | 5,72       | 5,88       | 40         |            |
| 5                         | Walter Zill   | 0:8        | 658        | 142        | 4,63       | –          | 37         |            |
| Turnierdurchschnitt: 7,36 |               |            |            |            |            |            |            |            |